# بالا علي
بالا علي (بالإنجليزية: Bala Ali) (1968 بنيجيريا - ) هو لاعب كرة قدم نيجيري في مركز جناح ‏، شارك في كأس الأمم الأفريقية 1984. وشارك مع منتخب نيجيريا لكرة القدم. أما مع النوادي، فقد لعب مع Panachaiki G.E. ‏.

## وصلات خارجية
- بالا علي على موقع ناشيونال فوتبول تيمز (الإنجليزية)